# Wellman (Iowa)
Wellman es una ciudad ubicada en el condado de Washington en el estado estadounidense de Iowa. En el Censo de 2010 tenía una población de 1408 habitantes y una densidad poblacional de 478,13 personas por km².

## Geografía
Wellman se encuentra ubicada en las coordenadas 41°28′9″N 91°50′5″O / 41.46917, -91.83472. Según la Oficina del Censo de los Estados Unidos, Wellman tiene una superficie total de 2.94 km², de la cual 2.94 km² corresponden a tierra firme y (0%) 0 km² es agua.

## Demografía
Según el censo de 2010, había 1408 personas residiendo en Wellman. La densidad de población era de 478,13 hab./km². De los 1408 habitantes, Wellman estaba compuesto por el 97.3% blancos, el 0.07% eran afroamericanos, el 0.5% eran amerindios, el 0.07% eran asiáticos, el 0% eran isleños del Pacífico, el 0.43% eran de otras razas y el 1.63% pertenecían a dos o más razas. Del total de la población el 1.85% eran hispanos o latinos de cualquier raza.